# Championnat du Japon de rugby à XV 2022
Navigation
Top League
2021 Japan Rugby League One
2022-2023
Le Championnat du Japon de rugby à XV 2022 ou Japan Rugby League One Division 1 2022 oppose les douze meilleures équipes japonaises de rugby à XV. Il s'agit de la première édition du championnat sous son nouveau format, abandonnant les équipes corporatives au profit de clubs professionnels.

## Liste des équipes en compétition
| Funabashi Tokyo Saitama Toyota Yokohama Kobe Tokatsu Shizuoka Osaka Urayasu |

| Équipe                            | Ville    | Stade                                 | Capacité |
| --------------------------------- | -------- | ------------------------------------- | -------- |
| Black Rams Tokyo                  | Tokyo    | Stade du parc olympique Komazawa (en) | 20 010   |
| NEC Green Rockets Tokatsu         | Kashiwa  | Stade Kashiwanoha (en)                | 20 000   |
| Kobelco Kobe Steelers             | Kobe     | Stade du Mémorial de l'Universiade    | 45 000   |
| Kubota Spears Funabashi Tokyo-Bay | Tokyo    | Stade Edogawa (en)                    | 6 950    |
| NTT-Docomo Red Hurricanes Osaka   | Osaka    | Nagai Ball Gall Field                 | 20 500   |
| Saitama Wild Knights              | Kumagaya | Kumagaya Rugby Stadium                | 24 000   |
| Shining Arcs Tokyo-Bay Urayasu    | Tokyo    | Stade Yumenoshima (en)                | 5 050    |
| Shizuoka Blue Revs                | Fukuroi  | Stade Ecopa                           | 50 889   |
| Tokyo Sungoliath                  | Chōfu    | Stade Ajinomoto                       | 50 000   |
| Toshiba Brave Lupus Tokyo         | Chōfu    | Stade Ajinomoto                       | 50 000   |
| Toyota Verblitz                   | Toyota   | Stade Toyota                          | 45 000   |
| Yokohama Canon Eagles             | Yokohama | Stade Nissan                          | 72 327   |

## Phase régulière
| Rang | Club           | J  | V  | N | D  | Pm  | Pe  | Diff | Pts |
| ---- | -------------- | -- | -- | - | -- | --- | --- | ---- | --- |
| 1    | Sungoliath     | 16 | 14 | 0 | 2  | 577 | 286 | +291 | 66  |
| 2    | Wild Knights   | 16 | 14 | 0 | 2  | 527 | 298 | +229 | 61  |
| 3    | Spears         | 16 | 12 | 0 | 4  | 555 | 342 | +213 | 58  |
| 4    | Brave Lupus    | 16 | 11 | 0 | 5  | 546 | 393 | +153 | 53  |
| 5    | Verblitz       | 16 | 10 | 0 | 6  | 400 | 367 | +33  | 46  |
| 6    | Eagles         | 16 | 10 | 0 | 6  | 453 | 349 | +104 | 45  |
| 7    | Kobe Steelers  | 16 | 7  | 0 | 9  | 521 | 496 | +25  | 36  |
| 8    | Blue Revs      | 16 | 5  | 0 | 11 | 327 | 403 | -76  | 27  |
| 9    | Black Rams     | 16 | 4  | 0 | 12 | 276 | 480 | -204 | 21  |
| 10   | Shining Arcs   | 16 | 4  | 0 | 12 | 277 | 527 | -250 | 18  |
| 11   | Red Hurricanes | 16 | 2  | 0 | 14 | 183 | 473 | -290 | 14  |
| 12   | Green Rockets  | 16 | 2  | 0 | 14 | 307 | 535 | -228 | 14  |

|  | Qualifiés pour les demi finales (no 1, no 2, no 3, no 4). |
|  | Qualifiés pour les barrages (no 10, no 12).               |
|  | Rétrogradation administrative (Red Hurricanes).           |

L'entreprise NTT qui possède deux équipes (les Shining Arcs et les Red Hurricanes) a décidé de réorganiser ses activités. Les deux équipes sont amenées à fusionner, en utilisant la licence des Shining Arcs. Cela entraîne la disparition de l'équipe professionnelle des Red Hurricanes d'Osaka. L'équipe continuera sous une forme corporative en 3e division. Cela entraîne de facto la disparition du barrage prévu, et la promotion du champion de 2e division, les Hanazono Kintetsu Liners.

## Phases finales
|  | Demi-finales                      | Demi-finales         |                        |    | Finale      | Finale      |
|  | Demi-finales                      | Demi-finales         |                        |    | Finale      | Finale      |
|  |                                   |                      |                        |    |             |             |
|  | 21 mai 2022                       | 21 mai 2022          |                        |    | 29 mai 2022 | 29 mai 2022 |
|  | 21 mai 2022                       | 21 mai 2022          |                        |    | 29 mai 2022 | 29 mai 2022 |
|  | Tokyo Sungoliath                  | 30                   |                        |    | 29 mai 2022 | 29 mai 2022 |
|  | Tokyo Sungoliath                  | 30                   |                        |    | 29 mai 2022 | 29 mai 2022 |
|  | Toshiba Brave Lupus Tokyo         | 24                   |                        |    | 29 mai 2022 | 29 mai 2022 |
|  | Toshiba Brave Lupus Tokyo         | 24                   | Tokyo Sungoliath       | 12 |             |             |
|  | 22 mai 2022                       |                      | Tokyo Sungoliath       | 12 |             |             |
|  |                                   | Saitama Wild Knights | 18                     |    |             |             |
|  | Saitama Wild Knights              | Saitama Wild Knights | 18                     | 24 |             |             |
|  | Saitama Wild Knights              |                      |                        | 24 |             |             |
|  | Kubota Spears Funabashi Tokyo-Bay | 10                   |                        |    |             |             |
|  | Kubota Spears Funabashi Tokyo-Bay | 10                   | Match pour la 3e place |    |             |             |
|  |                                   |                      |                        |    |             |             |
|  | 28 mai 2022                       |                      |                        |    |             |             |
|  |                                   |                      |                        |    |             |             |
|  | Toshiba Brave Lupus Tokyo         | 15                   |                        |    |             |             |
|  | Toshiba Brave Lupus Tokyo         | 15                   |                        |    |             |             |
|  | Kubota Spears Funabashi Tokyo-Bay | 23                   |                        |    |             |             |
|  | Kubota Spears Funabashi Tokyo-Bay | 23                   |                        |    |             |             |

### Résultats détaillés

#### Finale
| 29 mai 2022 15h05 | Tokyo Sungoliath                             | 12 - 18 (3 - 10) | Saitama Wild Knights                                                                                           | Stade national, Tokyo 33 604 spectateurs Arbitre : Shuhei Kubo |
| 29 mai 2022 15h05 | Pénalité(s) : McKenzie 4 (6e, 52e, 57e, 66e) | Rapport          | Essai(s) : Koroibete (28e), Riley (73e) Transformation(s) : Yamasawa (30e) Pénalité(s) : Yamasawa 2 (14e, 64e) | Stade national, Tokyo 33 604 spectateurs Arbitre : Shuhei Kubo |
| 29 mai 2022 15h05 |                                              | Rapport          | | Stade national, Tokyo 33 604 spectateurs Arbitre : Shuhei Kubo |

| Titulaires Damian McKenzie 15 Seiya Ozaki 14 Samu Kerevi 13 Ryoto Nakamura 12 Tevita Li 11 Hikaru Tamura 10 Yutaka Nagare 9 Tom Sanders 8 Naoki Ozawa 7 Koji Iino 6 Wataru Kobayashi 5 Hendrik Tui 4 Shinnosuke Kakinaga 3 Takuya Kitade 2 Shintaro Ishihara 1 Remplaçants Kosuke Horikoshi 16 Yukio Morikawa 17 Sam Talakai 18 Tsuji Takayasu 19 Tevita Tatafu 20 Naoto Saito 21 Shogo Nakano 22 Yasumasa Ozaki 23 |  | Titulaires · 15 Ryuji Noguchi · 14 Koki Takeyama · 13 Dylan Riley · 12 Hadleigh Parkes · 11 Marika Koroibete · 10 Takuya Yamasawa · 9 Keisuke Uchida · 8 Shunsuke Nunomaki · 7 Lachlan Boshier · 6 Ben Gunter · 5 George Kruis · 4 Jack Cornelsen · 3 Daiki Fujii · 2 Atsushi Sakate · 1 Keita Inagaki · Remplaçants · 16 Shota Horie · 17 Shohei Hirano · 18 Asaeli Ai Valu · 19 Ryota Hasegawa · 20 Atsuki Tani · 21 Taiki Koyama · 22 Vince Aso · 23 Semisi Tupou · |

## Barrages de promotion relégation
| Équipe 1                       | Score | Équipe 2                        | Aller | Retour |
| ------------------------------ | ----- | ------------------------------- | ----- | ------ |
| NEC Green Rockets Tokatsu      | 55-34 | Mie Honda Heat                  | 33-10 | 22-24  |
| Shining Arcs Tokyo-Bay Urayasu | 44-66 | Mitsubishi Sagamihara Dynaboars | 25-33 | 19-33  |